# HD 131507
HD 131507，又名BD+59 1615，SAO 29315、HR 5552，是一颗恒星，视星等为5.46，位于銀經98.56，銀緯51.78，其B1900.0坐标为赤經14h 48m 54s，赤緯+59° 51.78′ 1″。